# Victoria Embankment

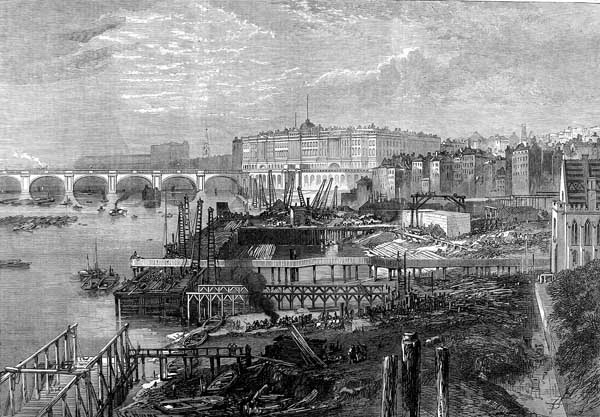
Las obras de construcción del Victoria Embankment en 1865.

El Victoria Embankment es un terraplén que, junto con el Chelsea Embankment, forma parte del conjunto del Thames Embankment, en la orilla norte del Támesis en Londres (Inglaterra), enlazando la City of Westminster con la City of London.
Incluye, asimismo, el túnel cut-and-cover para el Metropolitan District Railway, del London Underground, las estaciones de Westminster, Embankment, Charing Cross, Temple y Blackfriars, varias calles, y dos jardines públicos, los Victoria Embankment Gardens, uno de los cuales está por detrás de los edificios gubernamentales de Whitehall, y el otro sigue la orilla desde Hungerford Bridge a Waterloo Bridge.

## Obras
El proyecto consistía en la construcción de un sistema de alcantarillado moderno para Londres debajo de un terraplén a lo largo del río estrechando el río por su paso en esa zona de la ciudad. Encargado por la Metropolitan Board of Works, la construcción del terraplén comenzó en 1865 y concluyó, ya bajo la dirección de Joseph Bazalgette, en 1870.